# Drumcliffe
Drumcliffe lub Drumcliff (irl. Droim Chliabh) – wieś w Irlandii, położona w hrabstwie Sligo (w odległości 7,3 km od Sligo), w prowincji Connacht, w północnej części kraju, 180 km na północ od stolicy - Dublina, pomiędzy górą Ben Bulben a zatoką Drumcliff nad Oceanem Atlantyckim. Drumcliffe przecina droga nr N15. Przez miejscowość przepływa rzeka Drumcliff pierwotnie znana jako Codnach, która wypływa z jeziora Glencar.

## Nazwa
Drumcliffe, a po irlandzku Droim Chliabh oznacza "grzbiet koszy". Dawniej miejscowość nosiła nazwę Cnoc na Teagh (ang. Codnach). Na mapie Irlandii sporządzonej przez Klaudiusza Ptolemeusza miejscowość nosi nazwę Nagnata.

## Ukształtowanie terenu i klimat
Teren wokół Drumcliffe jest mocno zróżnicowany. Na północny zachód od miejscowości znajduje się Ocean Atlantycki. Najwyższe wzniesienie położone jest w odległości 3,4 km na północny wschód od centrum Drumcliffe - jest to Kings Mountain, którego szczyt znajduje się na wysokości 465 m n.p.m. Drumcliffe otaczają na ogół łąki. Wokół Drumcliffe znajdują się liczne potoki i formacje skalne.
Klimat na tym obszarze jest umiarkowany. Średnia roczna temperatur wynosi 7 °C. Najcieplejszym miesiącem jest sierpień, kiedy średnia temperatur wynosi 14 °C, a najzimniejszym styczeń z temperaturą 0 °C.

## Zabytki

### Cmentarz[7]

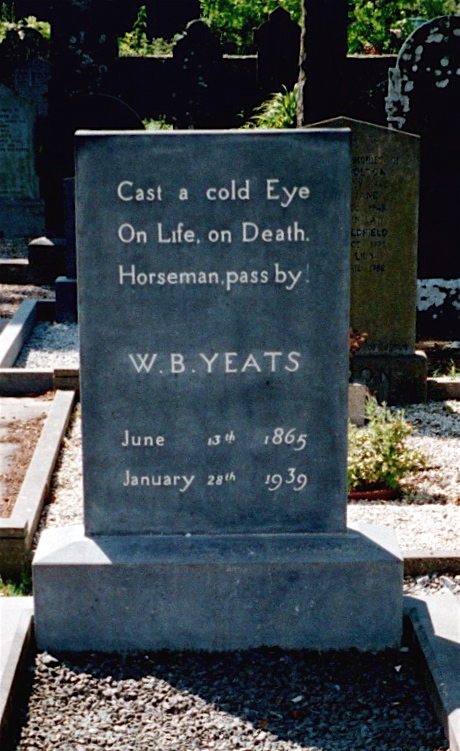
Grób Williama Butlera Yeats'a na cmentarzu w Drumcliffe

Cmentarz w Drumcliffe jest najbardziej znany z tego, że spoczął na nim William Butler Yeats (1865-1939) - irlandzki poeta i laureat Nagrody Nobla w dziedzinie literatury (1923). Yeats pierwotnie został pochowany w Roquebrune-Cap-Martin, a następnie ekshumowany i złożony (zgodnie z życzeniem zmarłego) na tutejszym cmentarzu w 1948 r. W jego pogrzebie uczestniczył między innymi irlandzki minister spraw zagranicznych - Seán McBride. Epitafium jest fragmentem ostatniej (szóstej) zwrotki ostatniego wiersza Yeats'a (Under Ben Bulben) i głosi:
"Pod gołą głową Bena Bulbena
Na cmentarzu w Drumcliff leży Yeats.
Przodek był tam rektorem
Dawno, dawno temu stał kościół,
przy drodze starożytny krzyż.
Bez marmuru, bez konwencjonalnej frazy;
Na wapieniu wydobywanym w pobliżu miejsca
Na jego rozkaz wycięte są następujące słowa:

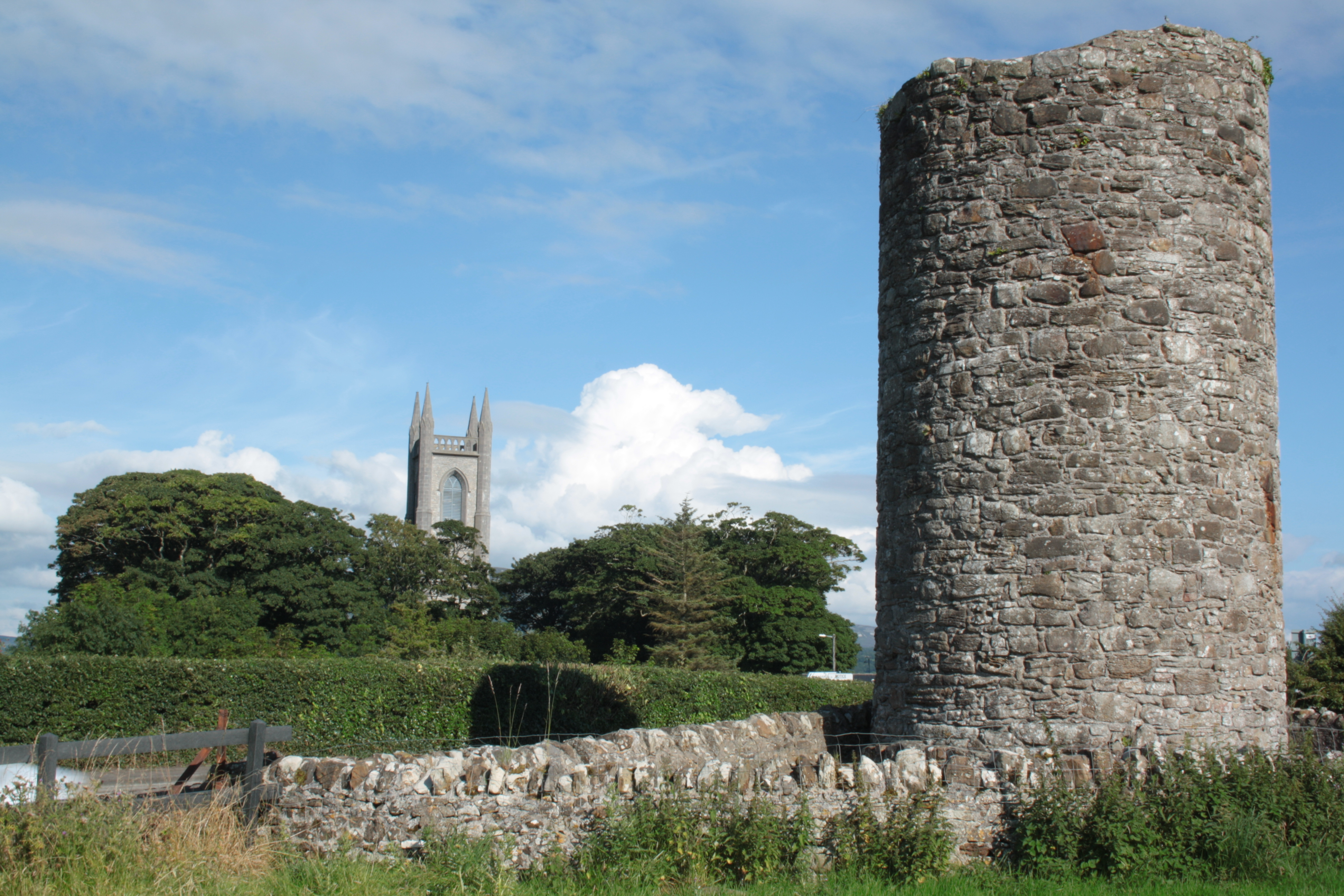
Wieża, a w tle obecny kościół

Rzuć zimne oko
na życie, na śmierć.
Jeźdźcu, mijaj!"

### Klasztor Kolumba z Iony[9]
Klasztor w Drumcliffe został założony około 575 r. przez Kolumba z Iony. Ziemię na cele klasztorne miał oddać król Aedh, syn Ainmire'a. Pierwszym opatem był św. Mothorian. Klasztor przeżywał swój rozkwit między IX a XVI w. Ostatni opat klasztoru zmarł w 1503 r. W swej historii klasztor był kilkukrotnie rabowany i niszczony: w 1187 r. (przez Maelseachlaina O'Rourke, króla Breifne), w 1267 r. i 1315 r. Z dawnych zabudowań klasztornych przetrwała do naszych czasów jedynie okrągła wieża. Dzisiejszy kościół został zbudowany w latach 1805-1809.

### Krzyż celtycki[9]
Celtycki krzyż pochodzi z IX w. Na krzyżu zilustrowano Adama i Ewę, Kaina zabijającego Abla (lub ofiarę Izaaka lub Dawida i Goliata), Daniela w jaskini lwa oraz scenę ukrzyżowania. Na bocznych belkach przedstawiono wizerunki mitycznych zwierząt oraz ornamenty o charakterze florystycznym.

### Wieża[9]
Okrągła wieża pochodzi z X lub XI wieku. W 1396 r. wieżę trafił piorun. Wieża mierzy dziś około 4-5 m. Legenda głosi, że wieża upadnie, kiedy przejdzie obok niej najmądrzejszy człowiek.

### Dom Lissadell[7]
Dom Lissadell to willa gruzińskiej rodziny Gore-Booth.

### Grobowiec Wedge[7]
Znajduje się na północny zachód od Drumcliffe.

### Fort[7]
Historyk Mac Firbisigh wspomina o Forcie Codhnach - jego lokalizacja nie jest obecnie znana.